# William Henry Talbot Walker
Pour les articles homonymes, voir William Walker (homonymie).
William Henry Talbot Walker (26 novembre 1816 - 22 juillet 1864) est un soldat américain. C'est un officier de carrière dans l'armée des États-Unis qui combat avec distinction lors de la guerre américano-mexicaine, et sert également en tant que général confédéré lors de la guerre de Sécession. Walker est gravement blessé à plusieurs reprises au combat, et est tué au combat au cours de la campagne d'Atlanta de 1864.

## Avant la guerre
William Henry Talbot Walker (souvent nommé comme William H. T. ou W. H. T. Walker pour le distinguer des deux autres William Walker de l'armée confédérée) naît à Augusta, en Géorgie, en 1816. Il est le fils de Freeman Walker (en) (un sénateur des États-Unis et maire d'Augusta) et de son épouse Marie Garlington Creswell ; mais son père meurt en 1827, quand il a dix ans. Walker reçoit alors son éducation initiale à la Richmond Academy d'Augusta. Il aura quatre enfants avec sa femme Marie Townsend, deux fils et deux filles.
Walker entre à l'académie militaire de West Point , en 1832, et est diplômé, quatre ans plus tard, 46e sur une promotion de 59 cadets. Walker est breveté second lieutenant le 1er juillet 1837, et affecté au 6th U.S. Infantry (en). Le 31 juillet 1837, il est promu second lieutenant. Cet hiver là, il est en service dans sur le lac Okeechobee, en Floride, où il est grièvement blessé le 25 décembre au cou, à l'épaule, la poitrine, au bras gauche, et aussi à la jambe. Walker est breveté premier-lieutenant à compter de ce jour-là. Il est promu premier lieutenant le 1er février 1838, et démissionne le 31 octobre de cette année.
Walker est réintégré dans l'armée des États-Unis en tant que premier lieutenant le 18 novembre 1840, avec une date de prise de rang correspondant à sa dernière promotion, début 1838. Il est de nouveau affecté au 6th U.S. Infantry, et est promu capitaine le 7 novembre 1845.
Pendant la guerre américano-mexicaine, il combat lors de la bataille de Contreras et la bataille de Churubusco, en août 1847. Lors des combats à Churubusco, il est une nouvelle fois blessé, et son action et celles lors des combats à Contreras lui valent un brevet de commandant le 20 août 1847. Walker participe ensuite à la bataille de Molino del Rey au début septembre et il est une nouvelle fois blessé, cette fois dans le dos. Pour ces actions, il est breveté lieutenant colonel le 8 septembre 1847.
Après la guerre contre le Mexique, Walker fait du recrutement pour l'armée des États-Unis de 1849 à 1852. Walker sert en tant que commandant des cadets à West Point du 31 juillet 1854 au 22 mai 1856. Pendant cette période à West Point, il enseigne aussi les tactiques militaires et est promu commandant dans le 10th U.S. Infantry le 3 mars 1855. Son surnom de « Shot Pouch » (sac de  tir) fait écho à ses multiples blessures.
En 1860, il possède 14 esclaves dans le comté de Richmond, en Géorgie et sa mère Mary Creswell Walker 26 au moment de ce recensement.

## Guerre de Sécession
Avec le déclenchement de la guerre de Sécession, Walker choisit de suivre son État, la Géorgie, et la cause des Confédérés. Il démissionne le 20 décembre 1860, et est nommé colonel dans la milice de l'État de Géorgie (en) le 1er février 1861. Il occupe ce poste jusqu'au 13 mars 1861, quand il est nommé major-général de la 1st division, de la milice de Géorgie, jusqu'en mai 1861.
Walker est transféré dans l'armée des confédérés en tant que colonel le 25 avril 1861. Il est promu brigadier général le 25 mai 1861 et est affecté à la 1st brigade de la 4th division du district du Potomac du département de la Virginie du Nord le 22 octobre 1861. Sept jours plus tard, il démissionne de sa commission, soit en raison de son état de santé ou de son insatisfaction de son affectation au sein de l'armée. Presque immédiatement après sa démission, Walker sert dans la milice de Géorgie, de nouveau comme brigadier général de novembre 1861 à janvier 1863, quand il démissionne pour entrer de nouveau dans l'armée des États confédérés.
Walker reprend son grade de brigadier général dans l'armée confédérée, le 9 février 1863, et en mai, est affecté au commandement de la brigade du département confédéré de l'ouest. Le 21 mai 1863, il reçoit un commandement divisionnaire dans le même département, et il est promu major-général, le 23 mai 1863. Cette promotion est fortement soutenu par le commandant du département, le général Joseph E. Johnston, qui considère Walker comme « le seul officier de son commandement compétent pour mener une division ». Walker participe ensuite à la campagne de Vicksburg cet été là au sein du commandement de Johnston. Walker et sa division sont transférés dans le département du Mississippi et de Louisiane orientale en juillet et y servent jusqu'au 23 août, lors de son commandement est ajouté au corps de réserve de l'armée du Tennessee jusqu'au 4 novembre 1863. Pendant ce temps, Walker combat lors de la victoire des confédérés à la bataille de Chickamauga en Géorgie en septembre en tant que commandant de ce corps d'armée.
Mort
En décembre 1863, Walker et sa division font partie du premier corps de l'armée du Tennessee du lieutenant général William J. Hardee. Il la commande jusqu'à sa mort au combat le 22 juillet 1864 lors de la bataille d'Atlanta, quand il est abattu sur son cheval par un piquet unioniste, le tuant instantanément, et le brigadier général Hugh W. Mercer prend le commandement de la division. Walker est enterré dans le cimetière de Walker, situé dans l'université d'Augusta en Géorgie.

## Dans la mémoire
Un repère de canon renversé dans le triangle de Glenwood Avenue à Atlanta marque actuellement le lieu où Walker a été tué. Sur sa face avant, une plaque descriptive indique : « À la mémoire du major général William H. T. Walker, C.S.A. » et la plaque arrière se lit comme suit: « Né le 26 novembre 1816 ; tué à cet endroit le 22 juillet 1864. ».
Un buste en bronze de Walker a été dédié en 1916, réalisé par le sculpteur américain Theo Alice Ruggles Kitson (en), et est situé dans le parc militaire national de Vicksburg.
Fort Walker, également à Atlanta, a été nommé en son honneur.